# Station Coucou
Station Coucou is een spoorwegstation langs spoorlijn 1 (Brussel - Parijs).
Het wordt gebruikt als opstel- en bevoorradingsplaats voor werktreinen voor de HSL en als noodperron in geval van problemen. Het heeft geen reguliere reizigersbediening.
Het station wordt omgeven door HSL 1 aan de ene en aftakking 1/2 naar Aat aan de andere kant.